# 通通識
「通通識」，由明報出版的學生刊物，逢周一、四隨《明報》中學版出版。本刊物不能獨立購買，必須連同學生版訂閱；但訂戶可登入明報網站，閱讀「通通識」的電子版本。「通通識」中的內容圍繞通識科及熱門時事議題。